# アル・ジャディーダ
アル・ジャディーダ (アラビア語: الجديدة) は、カサブランカと96km離れた沿岸部にあるモロッコの都市で、アル・ジャディーダ州の州都。

## 歴史
歴史上、アル・ジャディーダは、モロッコ人、古代ローマ人、ポルトガル人などがめいめいに呼んできたため、いくつかの異称を持っている。マザガン（マサガン）もその一つである。この町の最古の言及者は、カルタゴの航海者ハンノである。その数世紀後には、プトレマイオスが、彼の緯度表記でいうところの６度40分に位置する港ルシビス (Rusibis) に言及しているが、これは現在の北緯32度10分に位置するアル・ジャディーダに対応している。
時代が下ると、戦略的重要性からポルトガル人がこの町を占拠した。彼らは、1506年頃にマサガン砦を築き、1542年には町自体が要塞化され、分厚い壁がぐるりと取り囲む堅牢なシタデル（城塞都市）となったのである。
モロッコは長きに渡って町からポルトガル人を追い出そうとし、2世紀の間、絶えず攻撃を仕掛けたが、都市はこれに抵抗した。ポルトガル人はこの攻撃に長く持ちこたえるために水を蓄える必要があったことから、穀物庫を貯水槽に変えることを余儀なくされた。
しかし、1769年にシディ・モハメド・ベン・アブダラ (Sidi Mohamed Ben Abdallah) によって都市は陥落し、ポルトガル人は撤退した。なお、最後の攻撃に先立って、現地責任者は都市から撤退するように命令を受けており、全ての城壁に爆薬を仕込んでいったため、城壁が壊れた際の一連の爆発で攻撃側の多くの犠牲者が出た。この時期から19世紀初頭までは、アル・ジャディーダはマフドゥマ (Mahdouma) という名だった。
1832年にスルタンのアブデラフマーヌ (Abd al-Rahman) が城塞の再建を決めるとともに、町の名前をアル・ジャディーダ（「新しいもの」）と改称した。
19世紀後半にはアル・ジャディーダの旧市街にユダヤ人たちが押し寄せてユダヤ人街を形成したが、1950年代に退去した。
フランスの保護下にあった1912年に、町は再びマザガンと改称した。その後都市は急速に膨張し、ポルトガル人が築いた城塞都市の外に新市街を形成していった。フランス人は、この美しい町、特に穏やかな気候と美しい砂浜に魅せられたので、町は海水浴場として賑わった。
モロッコが独立した1956年に、町は再びアル・ジャディーダと改称した。
今日のアル・ジャディーダはポルトガル人が築いた城塞都市を訪れる歴史愛好家、オーソン・ウェルズの足跡を辿る映画ファン、そして数え切れない避暑客たちを引き寄せる都市となっている。また、毎年8月には10万人以上の人出で賑わう祭り (moussem de Moulay Abdellah Amghar) が行われる。

## 人口
アル・ジャディーダの人口は 144000人である（調査年次未詳）。

## 世界遺産
16世紀に入植したポルトガル人によって建造された城塞に囲まれた旧市街は、2004年にユネスコの世界遺産に登録された（ID1058）。現存する16世紀の建築物には、マヌエル様式をみてとれるものもある。

### 登録基準
この世界遺産は世界遺産登録基準のうち、以下の条件を満たし、登録された（以下の基準は世界遺産センター公表の登録基準からの翻訳、引用である）。
- (2) ある期間を通じてまたはある文化圏において、建築、技術、記念碑的芸術、都市計画、景観デザインの発展に関し、人類の価値の重要な交流を示すもの。
- (4) 人類の歴史上重要な時代を例証する建築様式、建築物群、技術の集積または景観の優れた例。

## 姉妹都市
- ヴィエルゾン（フランス共和国）
- ナブール市（チュニジア共和国ナブール県）
- シントラ、ポルトガル[1]